# Салават-совхоз
Салава́т-совхо́з (баш. Салауат совхозы) — хутор в Абзелиловском районе Республики Башкортостан России. Относится к Бурангуловскому сельсовету.

## География
Находится у хребтов Крыктытау и Уралтау, вблизи истока реки Большой Кизил. В нескольких километрах от хутора начинается река Малый Кизил
Расстояние до:
- районного центра (Аскарово): 57 км,
- центра сельсовета (Бурангулово): 15 км,
- ближайшей железнодорожной станции (Магнитогорск-Пассажирский): 104 км.

## История
В 2006 году изменён статус посёлка на хутор.

## Население
| 1968 | 2002 | 2009 | 2010 |
| ---- | ---- | ---- | ---- |
| 162  | ↘2   | →2   | ↘1   |

Согласно переписи 2002 года, преобладающая национальность — башкиры (100 %).

## Инфраструктура
Одна улица: Губернатора.
Свет не проведён.
ООО «Салаватское». Владеет лицензией на право пользования недрами  месторождения.
Предварительные запасы руды оцениваются в 208,7 млн тонн.